# Викрійка

Викрій холоші штанів
A – перед, B – зад

Ви́крій, також ви́крійка — деталь майбутнього виробу, виконана з паперу, кальки, тканини, шкіри або інших матеріалів. Найчастіше слово «викрій» використовується у швейній справі, а в інших галузях — «лекало» і «шаблон».

## Зноски
1. ↑  Викрійка. slovnyk.ua. Процитовано 18 жовтня 2024.